# Josh Brolin
Joshua James Brolin (Santa Monica, 12 febbraio 1968) è un attore statunitense.
Nel 2009 ha ricevuto una candidatura all'Oscar al miglior attore non protagonista per Milk.

## Biografia
Figlio dell'attrice Jane Cameron Agee e dell'attore James Brolin, ha fatto il suo debutto cinematografico a 17 anni nel film avventuroso I Goonies (1985) di Richard Donner, interpretando Brand Walsh, il fratello maggiore del protagonista, dopodiché appare in diverse serie televisive, come I quattro della scuola di polizia, fino ad ottenere il ruolo di Wild Bill Hickok nella serie TV western I ragazzi della prateria, ruolo che interpreta fino al 1992.
Nel 1996 recita al fianco di Ben Stiller e Patricia Arquette nel film Amori e disastri, dove interpreta un agente di polizia gay. Oltre al cinema, lavora in teatro, dove interpreta il ruolo principale nella commedia True West di Sam Shepard. Recita in film come Mimic con Mira Sorvino, Melinda e Melinda di Woody Allen, L'uomo senza ombra con Kevin Bacon e Elisabeth Shue e Grindhouse di Quentin Tarantino e Robert Rodriguez, nell'episodio Planet Terror diretto da Rodriguez.
Nel 2007 lavora in Non è un paese per vecchi dei fratelli Coen e in American Gangster di Ridley Scott; successivamente viene ingaggiato dal regista Oliver Stone per interpretare il ruolo di George W. Bush nel controverso film biografico W., a cui segue la parte del consigliere comunale Dan White in Milk, film sulla vita di Harvey Milk diretto da Gus Van Sant. Per la sua interpretazione dell'assassino di Harvey Milk, Brolin vince un National Board of Review Awards 2008 come miglior attore non protagonista e viene candidato all'Oscar sempre come miglior attore non protagonista.
Nel 2010 torna a lavorare con i fratelli Coen nel western Il Grinta, libero remake dell'omonimo film con John Wayne, e interpreta anche il vendicativo cowboy supereroe della DC Jonah Hex nell'omonimo film. Nel 2012 recita al fianco di Will Smith nei panni della versione giovane dell'Agente K (Tommy Lee Jones) nel film Men in Black 3. Dal 2014 al 2019 interpreta il ruolo del potente villain Thanos nel Marvel Cinematic Universe. Dal 2017 interpreta il ruolo di Cable nell'universo cinematografico degli X-Men. Dal 2022 prende parte alla serie western Outer Range.

### Problemi giudiziari
Il 20 dicembre 2004 viene arrestato per violenza coniugale dopo una discussione con la moglie, Diane Lane. La moglie dichiara in seguito che non aveva intenzione di far arrestare il marito e che si era trattato di un fraintendimento. Il 12 luglio 2008 viene nuovamente arrestato mentre si trova in Louisiana per le riprese di W.. Assieme al collega Jeffrey Wright e a cinque membri della troupe è coinvolto in una rissa in un locale notturno.

### Vita privata
Dal 1988 al 1994 è stato sposato con l'attrice Alice Adair, da cui ha avuto due figli: Trevor Mansur (1988) ed Eden (1994). Nell'aprile 2001 annuncia il suo fidanzamento con l'attrice Minnie Driver, relazione conclusasi sei mesi dopo. Nell'agosto 2004 sposa l'attrice Diane Lane. La coppia presenta istanza di divorzio nel febbraio 2013. Il 24 settembre 2016 si sposa con la sua ex assistente e modella Kathryn Boyd.
La madre, Jane Cameron Agee, morì in un incidente automobilistico nel febbraio del 1995. Ha un fratello, Jesse (1972) e una sorellastra, Molly Elizabeth (1987), nata dal secondo matrimonio del padre. La sua matrigna è la cantante e attrice Barbra Streisand, terza moglie del padre.

## Filmografia

### Attore

#### Cinema
- I Goonies (The Goonies), regia di Richard Donner (1985)
- Thrashin' - Corsa al massacro (Thrashin'), regia di David Winters (1986)
- Gli scorpioni (The Road Killers), regia di Deran Sarafian (1994)
- Amare è... (Bed of Roses), regia di Michael Goldenberg (1996)
- Amori e disastri (Flirting with disaster), regia di David O. Russell (1996)
- Gang in Blue, regia di Melvin Van Peebles e Mario Van Peebles (1996)
- Nightwatch - Il guardiano di notte (Nightwatch), regia di Ole Bornedal (1997)
- Mimic, regia di Guillermo del Toro (1997)
- È una pazzia (All the Rage), regia di James D. Stern (1999)
- Il piano era perfetto (Best Laid Plans), regia di Mike Barker (1999)
- Gli infiltrati (The Mod Squad), regia di Scott Silver (1999)
- L'uomo senza ombra (Hollow Man), regia di Paul Verhoeven (2000)
- Killing Point - Il prezzo del tradimento (Slow Burn), regia di Christian Ford (2000)
- Melinda e Melinda, regia di Woody Allen (2004)
- Trappola in fondo al mare (Into the Blue), regia di John Stockwell (2005)
- The Dead Girl, regia di Karen Moncrieff (2006)
- Grindhouse - Planet Terror (Planet Terror), regia di Robert Rodriguez (2007)
- World Cinema, episodio di Chacun son cinéma - A ciascuno il suo cinema (Chacun son cinéma ou Ce petit coup au cœur quand la lumière s'éteint et que le film commence), regia di Joel ed Ethan Coen (2007)
- Nella valle di Elah (In the Valley of Elah), regia di Paul Haggis (2007)
- American Gangster, regia di Ridley Scott (2007)
- Non è un paese per vecchi (No Country for Old Men), regia dei fratelli Coen (2007)
- Milk, regia di Gus Van Sant (2008)
- W., regia di Oliver Stone (2008)
- Women in Trouble, regia di Sebastian Gutierrez (2009)
- Wall Street - Il denaro non dorme mai (Wall Street: Money Never Sleeps), regia di Oliver Stone (2010)
- Incontrerai l'uomo dei tuoi sogni (You Will Meet a Tall Dark Stranger), regia di Woody Allen (2010)
- Elektra Luxx - Lezioni di sesso (Elektra Luxx), regia di Sebastian Gutierrez (2010)
- Jonah Hex, regia di Jimmy Hayward (2010)
- Il Grinta, regia di Joel ed Ethan Coen (2010)
- Men in Black 3, regia di Barry Sonnenfeld (2012)
- Gangster Squad, regia di Ruben Fleischer (2013)
- Oldboy, regia di Spike Lee (2013)
- Un giorno come tanti (Labor Day), regia di Jason Reitman (2013)
- Guardiani della Galassia (Guardians of the Galaxy), regia di James Gunn (2014) - non accreditato
- Sin City - Una donna per cui uccidere (Sin City: A Dame to Kill For), regia di Robert Rodriguez e Frank Miller (2014)
- Vizio di forma (Inherent Vice), regia di Paul Thomas Anderson (2014)
- Avengers: Age of Ultron, regia di Joss Whedon (2015) - cameo non accreditato
- Sicario, regia di Denis Villeneuve (2015)
- Everest, regia di Baltasar Kormákur (2015)
- Ave, Cesare! (Hail, Caesar!), regia di Joel ed Ethan Coen (2016)
- Fire Squad - Incubo di fuoco (Only the Brave), regia di Joseph Kosinski (2017)
- Avengers: Infinity War, regia di Anthony e Joe Russo (2018)
- Deadpool 2, regia di David Leitch (2018)
- Soldado (Sicario: Day of the Soldado), regia di Stefano Sollima (2018)
- A caccia con papà (The Legacy of a Whitetail Deer Hunter), regia di Jody Hill (2018)
- Avengers: Endgame, regia di Anthony e Joe Russo (2019)
- Dune, regia di Denis Villeneuve (2021)
- Una vita in fuga (Flag Day), regia di Sean Penn (2021)
- Dune - Parte due (Dune: Part Two), regia di Denis Villeneuve (2024)
- Brothers, regia di Max Barbakow (2024)
- Weapons, regia di Zach Cregger (2025)
- The Running Man, regia di Edgar Wright (2025)
- Wake Up Dead Man: Knives Out (Wake Up Dead Man: A Knives Out Mystery), regia di Rian Johnson (2025)

#### Televisione
- Jack, investigatore privato (Private Eye) - serie TV, 7 episodi (1987 - 1988)
- I quattro della scuola di polizia (21 Jump Street) - serie TV, 1 episodio (1987)
- Prigione per minori (Prison for Children), regia di Larry Peerce - film TV (1987)
- I ragazzi della prateria (The Young Riders) - serie TV, 68 episodi (1989 - 1992)
- Winnetka Road - serie TV, 6 episodi (1994)
- Oltre i limiti (The Outer Limits) - serie TV, 1 episodio (1995)
- Divise sporche (Gang in blue) - film TV (1996)
- Picnic, regia di Ivan Passer - film TV (2000)
- Mister Sterling - serie TV, 10 episodi (2003)
- Into the West - miniserie TV, 1 episodio (2005)
- Saturday Night Live - programma TV, 2 episodio (2008 - 2012)
- Mankind: la storia di tutti noi (Mankind: The Story of All of Us) - serie documentario, 12 episodio (2012)
- Outer Range - serie TV, 15 episodi (2022-2023)

### Doppiatore
- Fire Squad - film, (2017)
- What If...? - serie animata, Thanos (2021)

### Produttore
- Brothers, regia di Max Barbakow (2024)

## Riconoscimenti
- Premio Oscar
  - 2009 – Candidatura al miglior attore non protagonista per Milk[1]

- Critics' Choice Movie Award
  - 2008 – Candidatura al miglior attore non protagonista per Milk

- Dallas-Fort Worth Film Critics Association Awards
  - 2008 – Candidatura al miglior attore non protagonista per Milk

- National Board of Review Awards
  - 2008 – Miglior attore non protagonista per Milk

- New York Film Critics Circle Awards
  - 2008 – Miglior attore non protagonista per Milk

- Screen Actors Guild Award
  - 2008 – Candidatura al miglior attore non protagonista per Milk

- National Society of Film Critics Awards
  - 2009 – Candidatura al miglior attore non protagonista per Milk

- Toronto Film Critics Association Awards
  - 2009 – Candidatura al miglior attore non protagonista per Milk

- Vancouver Film Critics Circle
  - 2009 – Candidatura al miglior attore non protagonista per Milk

- Saturn Award
  - 2015 – Candidatura al miglior attore non protagonista per Vizio di forma[8]
  - 2019 – Miglior attore non protagonista per Avengers: Infinity War

## Doppiatori italiani
Nelle versioni in italiano delle opere in ho ha recitato, Josh Brolin è stato doppiato da:
- Fabrizio Pucci in Gangster Squad, Oldboy, Vizio di forma, Sicario, Ave, Cesare!, Fire Squad - Incubo di fuoco, Soldado, A caccia con papà, Una vita in fuga, Weapons
- Roberto Draghetti in Melinda e Melinda, Trappola in fondo al mare, The Dead Girl, Non è un paese per vecchi, Jonah Hex, Il Grinta, Everest
- Andrea Lavagnino in Men in Black 3, Un giorno come tanti, Dune, Dune - Parte due, Brothers
- Angelo Maggi in Thrashin' - Corsa al massacro, Milk, Wall Street - Il denaro non dorme mai
- Andrea Ward in Mimic, W.
- Roberto Pedicini ne Gli infiltrati, American Gangster
- Pino Insegno in Sin City - Una donna per cui uccidere, Deadpool 2
- Fabio Boccanera in Oltre i limiti, Incontrerai l'uomo dei tuoi sogni
- Sandro Acerbo ne I Goonies
- Maurizio Romano ne I ragazzi della prateria
- Vittorio De Angelis in Gli scorpioni
- Massimo Lodolo in Amori e disastri
- Marco Bolognesi in Divise sporche
- Christian Iansante in Nightwatch - Il guardiano di notte
- Roberto Gammino in È una pazzia
- Danilo Di Martino in L'uomo senza ombra
- Antonio Sanna in Picnic
- Gino La Monica in Grindhouse - Planet Terror
- Stefano De Sando in Nella valle di Elah
- Massimiliano Lotti in Outer Range

Da doppiatore è sostituito da:
- Alessandro Rossi in Guardiani della Galassia[9], Avengers: Age of Ultron[9], Avengers: Infinity War[9], Avengers: Endgame[9], What If...?